# Wentzville
Wentzville est une ville du Missouri dans le comté de Saint Charles, aux États-Unis.

## Personnalités
- Chuck Berry, chanteur, auteur-compositeur et l'un des pionniers de la musique rock'n roll, y est décédé.